# Ernst Michael
Ernst Michael (Weimar, 22 gennaio 1897 – Tuganitzky, 22 gennaio 1944) è stato un generale tedesco della Wehrmacht durante la seconda guerra mondiale.

## Biografia
Dopo aver preso parte alla prima guerra mondiale, essere entrato nel Reichswehr e poi nella Wehrmacht, Michael ottenne il grado di colonnello. Dal 1º settembre 1939 al dicembre di quello stesso anno ebbe il comando di un reggimento della 221ª divisione di fanteria che guidò nella campagna di Polonia. Dal dicembre del 1939 al gennaio del 1940, venne spostato nella 181ª divisione di fanteria, per poi passare alla 163ª sino al 10 agosto 1940. Ottenne quindi sino al 1º marzo 1942 di passare nella 3. Gebirgsdivision e poi dal giugno 1943 sino al 5 agosto di quello stesso anno fu comandante del XXXXIX. Gebirgskorps.
Rimase ucciso nel corso dei combattimenti contro i russi a Tuganitzky nel 1944. Gli venne concesso postumo il grado di maggiore generale. Era padre di otto figli.